# Llac Siljan
El llac Siljan, situat al comtat de Dalarna, al centre de Suècia, a 161 msnm, és el sisè més gran del país. La seva superfície (comptant el llac i els adjacents Orsasjön i Insjön) és de 354 km². La seva profunditat màxima és de 120 m. La principals ciutats situades a la seva riba són Mora, Orsa, Rättvik i Boda.
El llac està situat al voltant de la zona sud-est de l'anomenat Siljansringen, una formació geològica de fa 365 milions d'anys, del període Devonià, quan un meteorit hi va impactar.. Les capes sedimentàries dels períodes Cambrià, Ordovicià i Silurià a la zona contenen grans quantitats de fòssils. Existeixen sospites de l'existència de petroli, però les investigacions fins ara han donat resultat negatiu.
El cràter fa cinquanta km de diàmetre i és el més gran de tots els coneguts a Europa.